# SŽD-Baureihe ЧС4
Die SŽD-Baureihe ЧС4 (deutsche Transkription TschS4) der Sowjetischen Eisenbahnen (SŽD) war eine von der ČSD S 699.001 abgeleitete Elektrolokomotive. Die Lok wurde ab 1963 von Škoda in Plzeň gefertigt und ist mit einem Lokomotivkasten aus glasfaserverstärktem Kunststoff ausgerüstet. Im Betriebsdienst besitzen die Lokomotiven die Spitznamen Laminatka, Aquarium oder Seifenschale.

## Geschichte

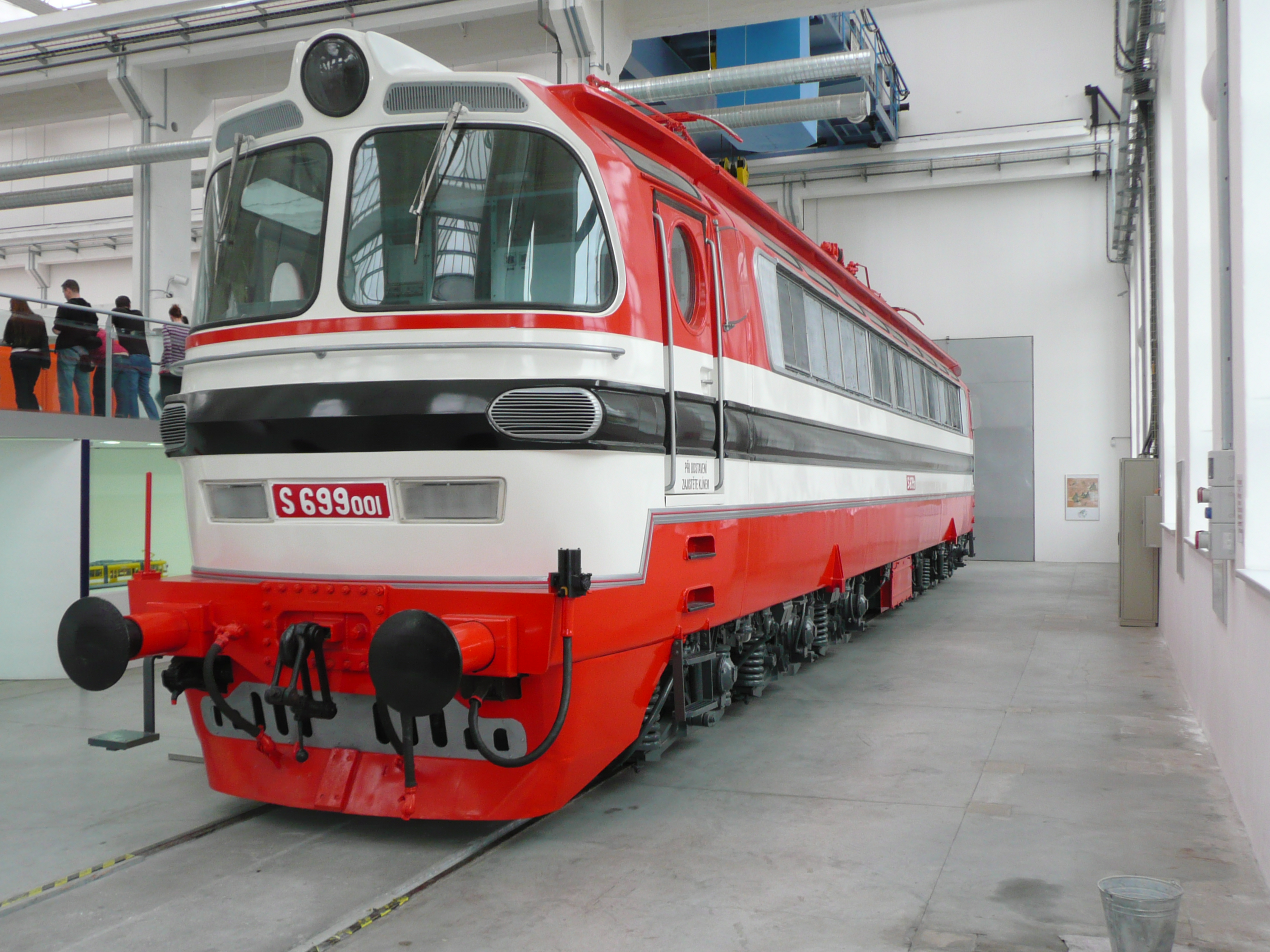
S 699.001 im technischen Museum Techmania in Plzeň (2011)

Die Lokomotive besitzt ebenso wie ihr Prototyp einen Lokkasten aus glasfaserverstärktem Kunststoff. Diese Entwicklungsrichtung wurde damals bestritten, um den Werkstoff für den metallenen Lokkasten durch einen wartungsfreien, farblich nicht behandelbaren zu ersetzen, bei dem lediglich eine Grundfarbe aufgetragen wurde. Dadurch ergab sich ein völlig neues Design für die Lokomotive, für das hauptsächlich die Designer Miloš Franče und Otakar Diblík verantwortlich waren. Das Ziel wurde nicht vollständig erreicht; darüber hinaus mussten Laminatharze und zusätzliche Farbpigmente mit Devisen von den kapitalistischen Staaten eingeführt werden.
1962 begann nach dem Auftrag der Volkswirtschaft der damaligen UdSSR die Lokfabrik Škoda in Plzeň mit der Projektierung der ersten Versuchslokomotive ЧС4 001, die bis Ende 1963 gebaut wurde. Die Lokomotive war für das Lichtraumprofil der SŽD mit den Abmessungen 3400 mm × 5330 mm gefertigt worden. Selbstverständlich war die Lokomotive auch für die Verwendung mit der SA3-Mittelpufferkupplung vorgesehen. Für Versuchsfahrten auf Gleisen der ČSD war es möglich, auch Radsätze in Normalspur sowie Schraubenkupplung nachzurüsten.

## Technische Beschreibung

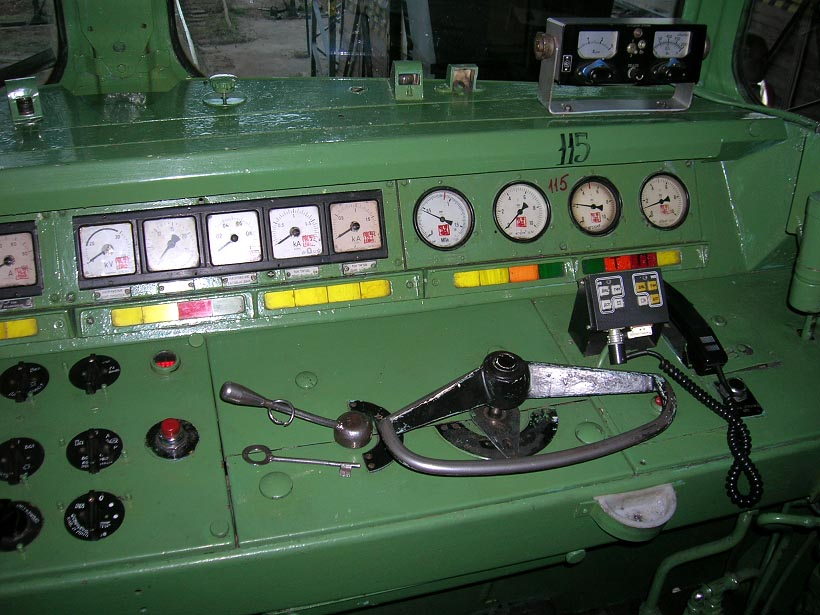
Foto des Fahrerpultes der ЧС4

Gegenüber den Konstruktionen der in der damaligen UdSSR hergestellten Lokomotiven besaßen die ЧС4 große Unterschiede. Gegenüber dem Prototyp unterschied sich die ЧС4 äußerlich durch die Form der Karosserie. Die Schlussleuchten waren bei der ЧС4 mehr hervorgehoben, der Scheinwerfer besaß ebenfalls eine andere Form. Die Frontverglasung bestand aus mehreren Segmenten. Außerdem war eine dreifachunterteilte Seitenverglasung des Führerstandes angebracht, wo diese auch geöffnet werden konnte. Der Hauptluftbehälter saß auf dem Dach. Ursprünglich befanden sich in den Seitenwänden zehn kleine ovale Fenster. Ab den Serienlokomotiven wurden sechs größere Fenster verwendet. Die Lokomotiven besaßen ursprünglich den großen Bahnräumer, wie ihn auch der Prototyp besaß. Bei der später auf dem Versuchsring Velim eingesetzten ЧС4.001 wurde dieser entfernt und durch zwei einfache mit einfachen Blechen und Versteifungen ersetzt. Auf dem hinteren Führerstand bestand die Möglichkeit, über eine Leiter durch eine Sicherheitstür das Dach der Lokomotive zu betreten. Waren die Lüftungsgitter unter dem Dach bei der ersten Maschine noch schräg angeordnet, wurden sie bei den Serienlokomotiven gerade mit Versteifungskonsolen ausgeführt. Sehr elegant wirkte auch die farbliche Gestaltung der Lokomotiven, wie sie bei der museal erhaltenen ЧС4.012 zu sehen ist. Original war der Rahmen grau, der untere Teil des Lokkastens dunkelrot, der obere Teil des Kastens zinnoberrot und das Dach silberfarben. An der Stirnwand des Designs befanden sich gelbe Streifen. Im Laufe ihres Einsatzes wurde die Färbung mehrfach geändert.

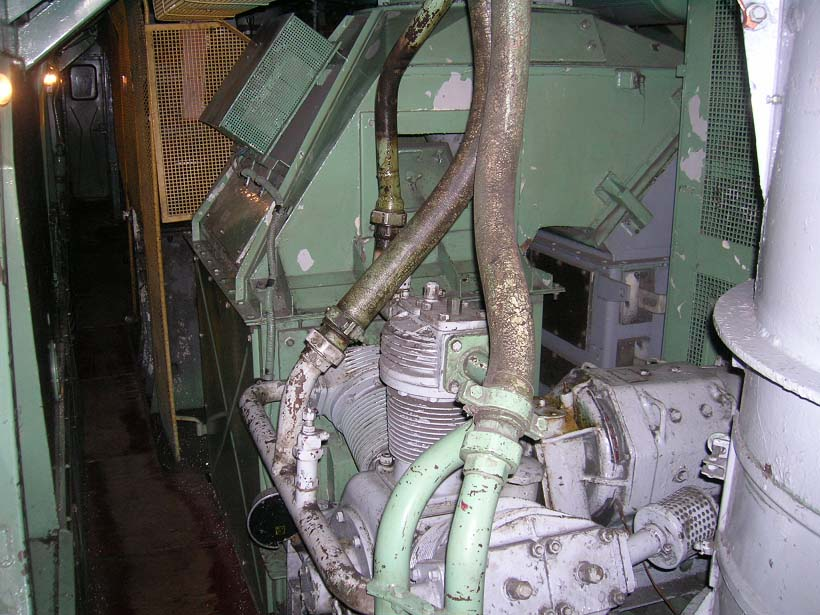
Foto der Hilfsmaschine der ЧС4

Im Wesentlichen bestand die mechanische und die elektrische Einrichtung aus den Elementen der S 699.0, mit Ausnahme der elektrischen Fahrmotoren und der erneuerten Drehgestelle. Eine Besonderheit war die Elektrische Bremse. Deren Last betrug 4 t und war eine der Ursachen, dass die Probelokomotive später mit 131 t erhebliche Überlastprobleme bekam. Da sie sich als nicht effektiv erwies, wurde sie bei den Serienlokomotiven bis auf die der zehnten Serie weggelassen. Beim Versuchsbetrieb war die Höchstgeschwindigkeit der Probelok auf Grund der Überlast auf 100 km/h beschränkt.

## Versuchsbetrieb

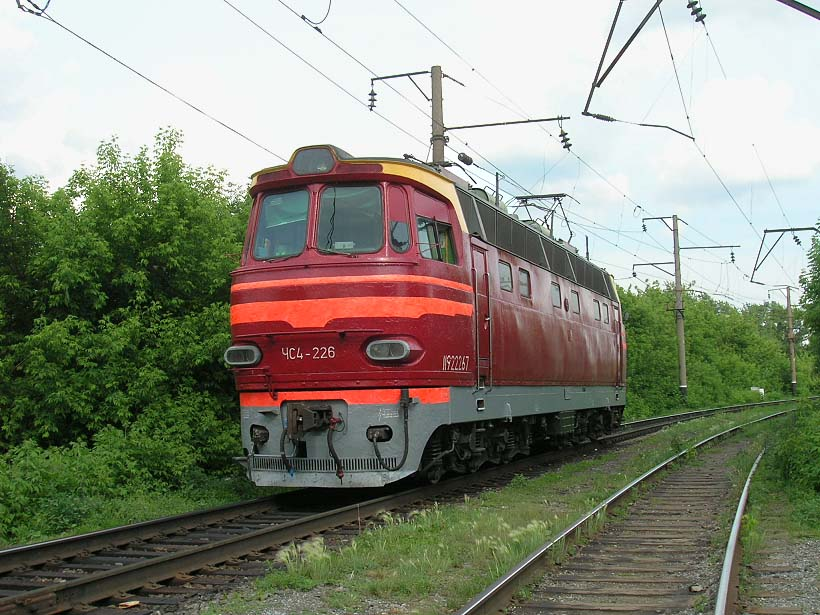
Foto der ЧС4.226

1964 wurde die erste Lokomotive ЧС4.001 zunächst der Betriebserprobung auf der Trasse Plzeň–Horažďovice mit Konstrukteuren von Škoda unterzogen. Der Versuchsring Velim war damals noch nicht elektrifiziert, so dass man diesen nicht nutzen konnte. Nach der Absolvierung wurde sie 1965 zur Betriebserprobung in die damalige UdSSR gegeben. Diese Erprobungen waren mit einigen Schwierigkeiten verbunden, die dazu führten, dass die Lokomotive 1966 als Garantiefall an das Herstellerland zurückgegeben werden musste. Obwohl die Lokomotive im Abschnitt Chanskaja–Maikop eine Geschwindigkeit von 145 km/h erreichte, erwies sich ihr Antrieb in gebirgigen Regionen als den Anforderungen nicht gewachsen. Beim Zugbetrieb mit starken Belastungen brachen vier Kupplungen des Antriebes und zerschlugen die Antriebsräder. Die Lok erwies sich als nicht hinreichend ausgereift für den Betrieb bei den SŽD; einige Komponenten entsprachen nicht ihrer Leistung von 4800 kW.
Nach der Rückkehr aus der UdSSR wurde die ЧС4.001 zunächst nach den Erkenntnissen des Versuchsbetriebes umgebaut. Die Maschine wurde daraufhin nicht wieder in die UdSSR zurückgegeben, sondern nach der Rekonstruktion erhielt der Versuchsring Velim die Maschine mit einer Spurweite von 1435 mm und Schraubenkupplung. Die Höchstgeschwindigkeit der Lokomotive war mit 160 km/h festgelegt worden. Die Lokomotive erhielt hier die Bezeichnung S 699.1001, ab 1988 260 601-0, und wurde hier 1990 ausgemustert. 1991 wurde die Lokomotive in Beroun verschrottet.
Im Laufe des Jahres 1965 wurde auf der Grundlage der Erkenntnisse mit den beiden Prototypen S 699.001 und ЧС4.001 die Konstruktion zunächst vervollständigt, insbesondere im Bereich der Drehgestelle. Es wurden zunächst zehn Lokomotiven der Nullserie bei Škoda hergestellt (ЧС4.002 – ЧС4.011), die zur Erprobung in das Lokomotivdepot Kawkasskaja gebracht wurden. Dabei wurden an den Lokomotiven verschiedene Prüfungen durchgeführt, und zwar bei
- ЧС4.002 1966 Standversuche,
- ЧС4.003 Kraft- und Energieversuche,
- ЧС4.004 Laufversuche sowie Verhalten der Lokomotive im Gleis.

Diese Prüfungen waren erfolgreich und gaben die Grundlage für die Großserienproduktion der Lokomotiven mit einigen Modifikationen.

## Einsatz der Lokomotiven

Foto der ЧС4.029

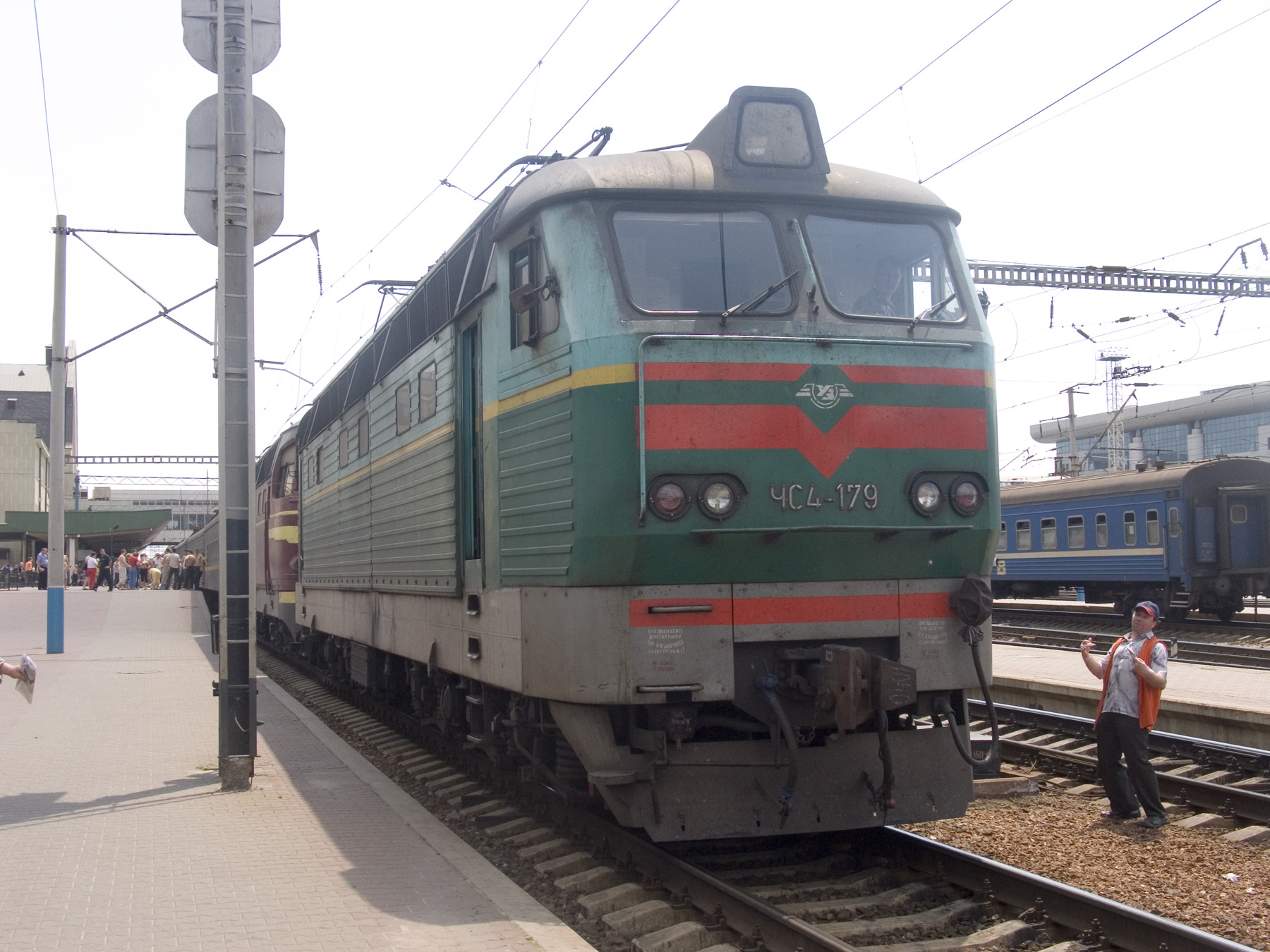
Foto der ЧС4.179 mit neuem Lokkasten

1965–1972 wurden insgesamt 230 Fahrzeuge der Baureihe bei Škoda hergestellt. Sie trugen die Nummern 001–160 und 162–231. Ursprünglich waren die Fahrzeuge für den Betrieb in den Depots Kawkasskaja und Brjansk2 vorgesehen. Später erhielten auch die Depots KiewP, Kirow, Balaschow und Rossosch die Lokomotiven, und nach der Elektrifizierung des Abschnittes Saratow–Rtischtschewo auch das Depot Saratow. Ihr Einsatzgebiet war der schwere Schnellzugdienst. Nach 1970 erschien die Nachfolgeversion ЧС4т in 230 Exemplaren. Ihre Hauptmerkmale waren der neue blecherne Lokkasten und die neuere Elektrische Bremse.
Während ihres Betriebseinsatzes wurden Modernisierungen durchgeführt, die sich im Wesentlichen auf die Einführung einer automatischen Geschwindigkeitsregulierung bezogen. Größere Ausbesserungen wurden im Werk Saporischschja in der südlichen Ukraine durchgeführt. In den Jahren 1999–2013 wurde in diesem Werk eine Generalreparatur mit einer Verlängerung der Frist bei 105 Lokomotiven durchgeführt. Dabei erhielten die Maschinen einen neuen Lokkasten, analog dem der ЧС7 mit Tausch der Karosserie aus glasfaserverstärktem Kunststoff gegen eine aus Metall, abgenutzte Baugruppen wurden getauscht, ersetzt wurden die Räder und die Drehgestelle. Im Wesentlichen handelte es sich um Lokomotiven aus der Ukraine mit den Nummern 017, 018, 019, 026, 036, 037, 039, 040–044, 046–050, 052, 054, 055, 058–061, 063–065, 067, 069, 075–078, 080, 082–086, 088, 091, 094–097, 099, 100, 102, 105–111, 113, 117, 119, 122, 125, 128, 130˜–132, 136, 138, 141–142, 144, 146, 149, 153, 154, 156, 158, 159, 169, 173, 174, 178, 179, 183, 185–193, 195–201, 204, 205 und 207–211.
Grundlage des Tausches der Lokkästen war die Beschwerde von Lokführern der SŽD, dass die Sicht auf die freie Strecke nur im Bereich ab 50 m bis 70 m bestand. Grund dafür waren der Abstand des Lokführerstuhles von dem Bedienpult und die Höhe des Bedienpultes.
Ab dem Jahr 2014 wurden die Lokomotiven nur noch im Depot KiewP betrieben. In den Depots Kirow und Balaschow wurden sie durch die ЧС4т, in Saratow durch die ЭП1 ersetzt.

## Lokomotiven in Museen
2004 wurden aus dem Depot Saratow vier Lokomotiven in Museen des Eisenbahntransportes übergeben:
- ЧС4.012 in Sankt Petersburg,
- ЧС4.025 in Moskau,
- ЧС4.029 in Rostow am Don und die
- ЧС4.023 in Nowosibirsk.

2012 wurde aus dem Depot KiewP die ЧС4.072 an das Museum des dortigen Bahnhofes übergeben. Auch die ЧС4.226 ist erhalten.

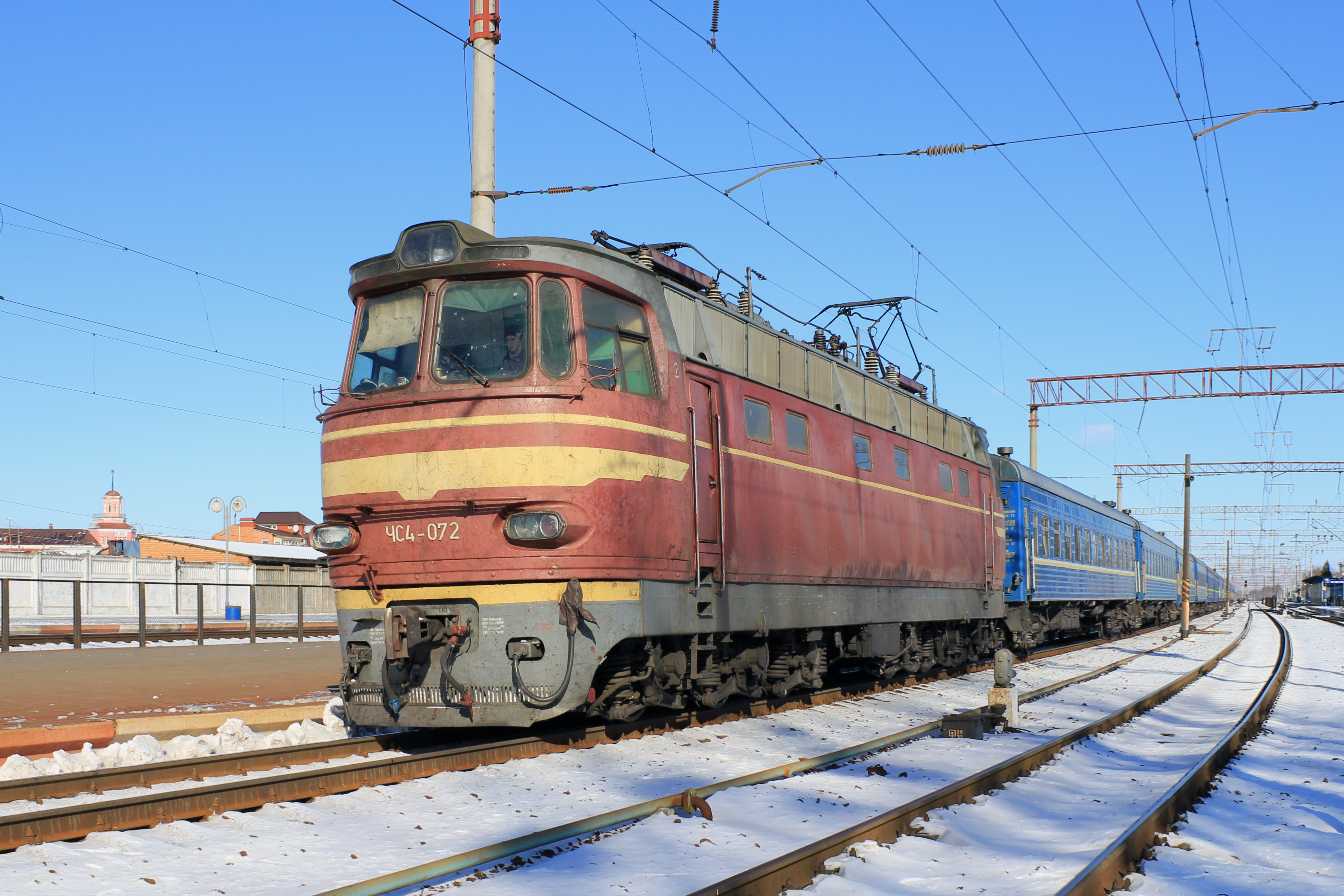
ЧС4.072
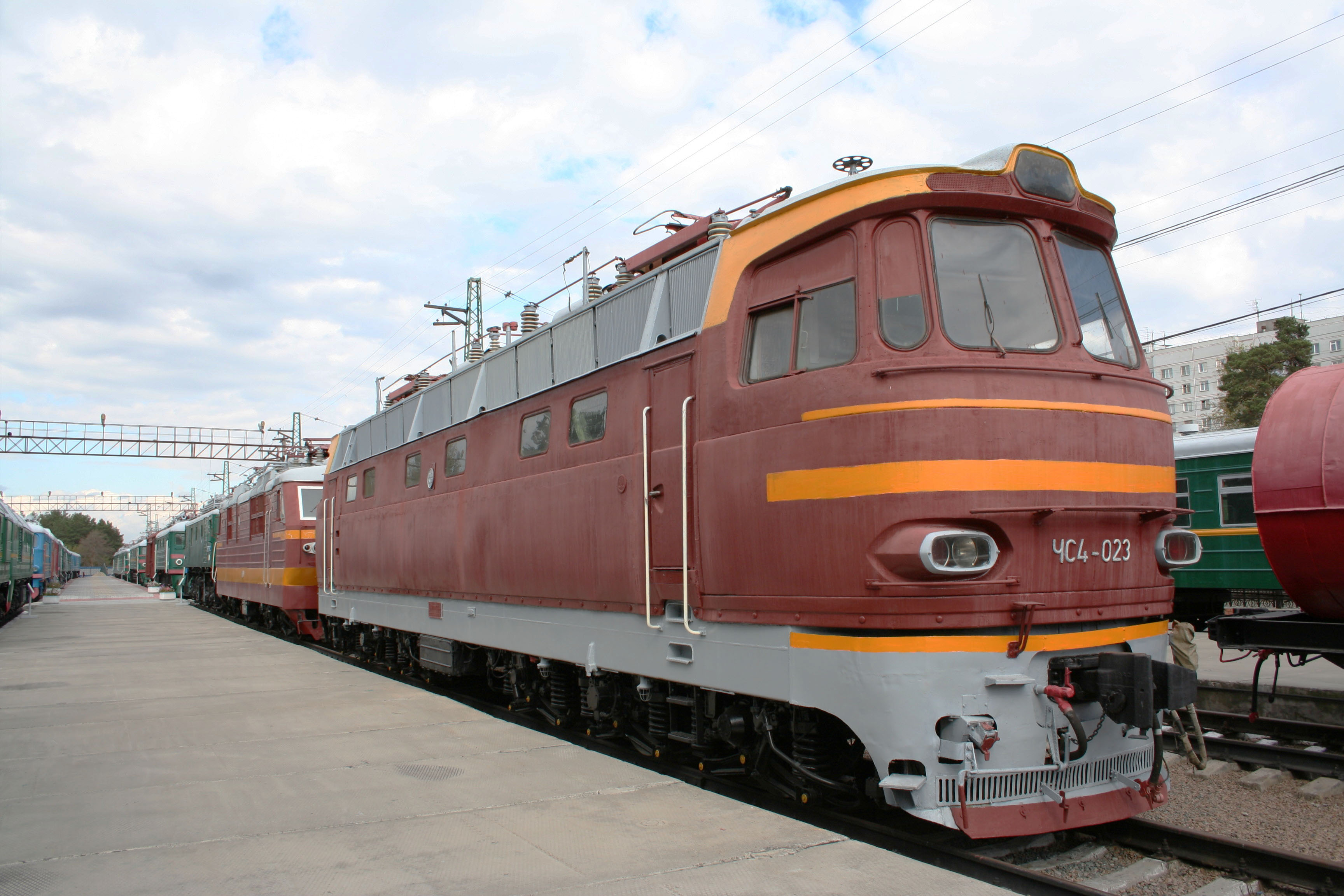
ЧС4.023
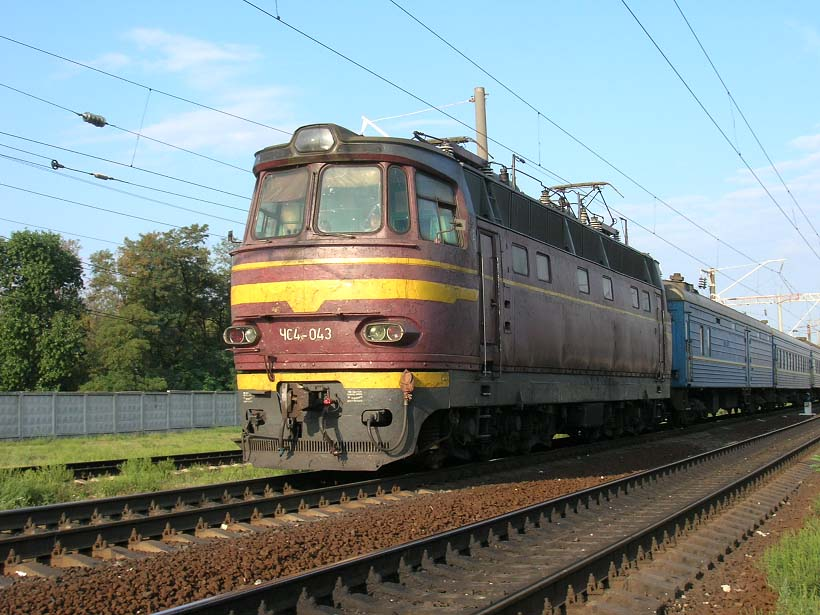
ЧС4.043
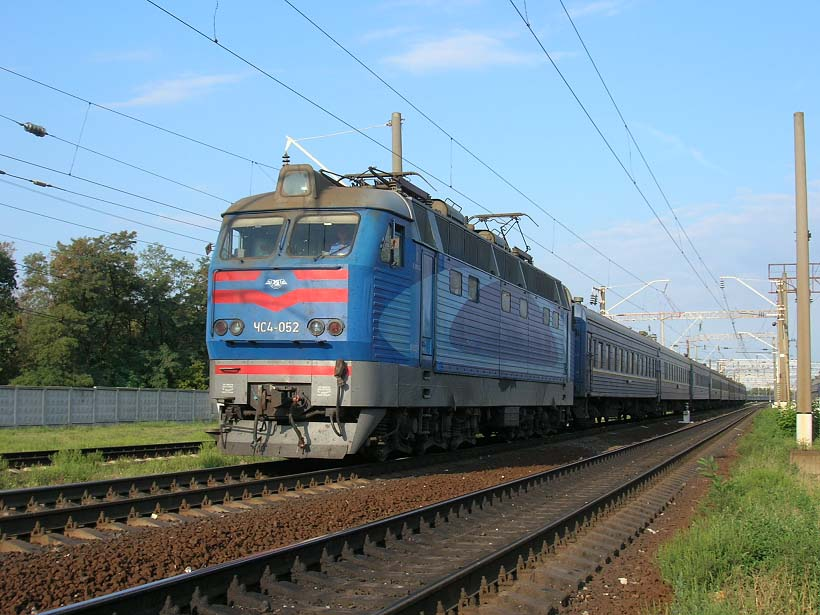
Foto der modernisierten ЧС4.052
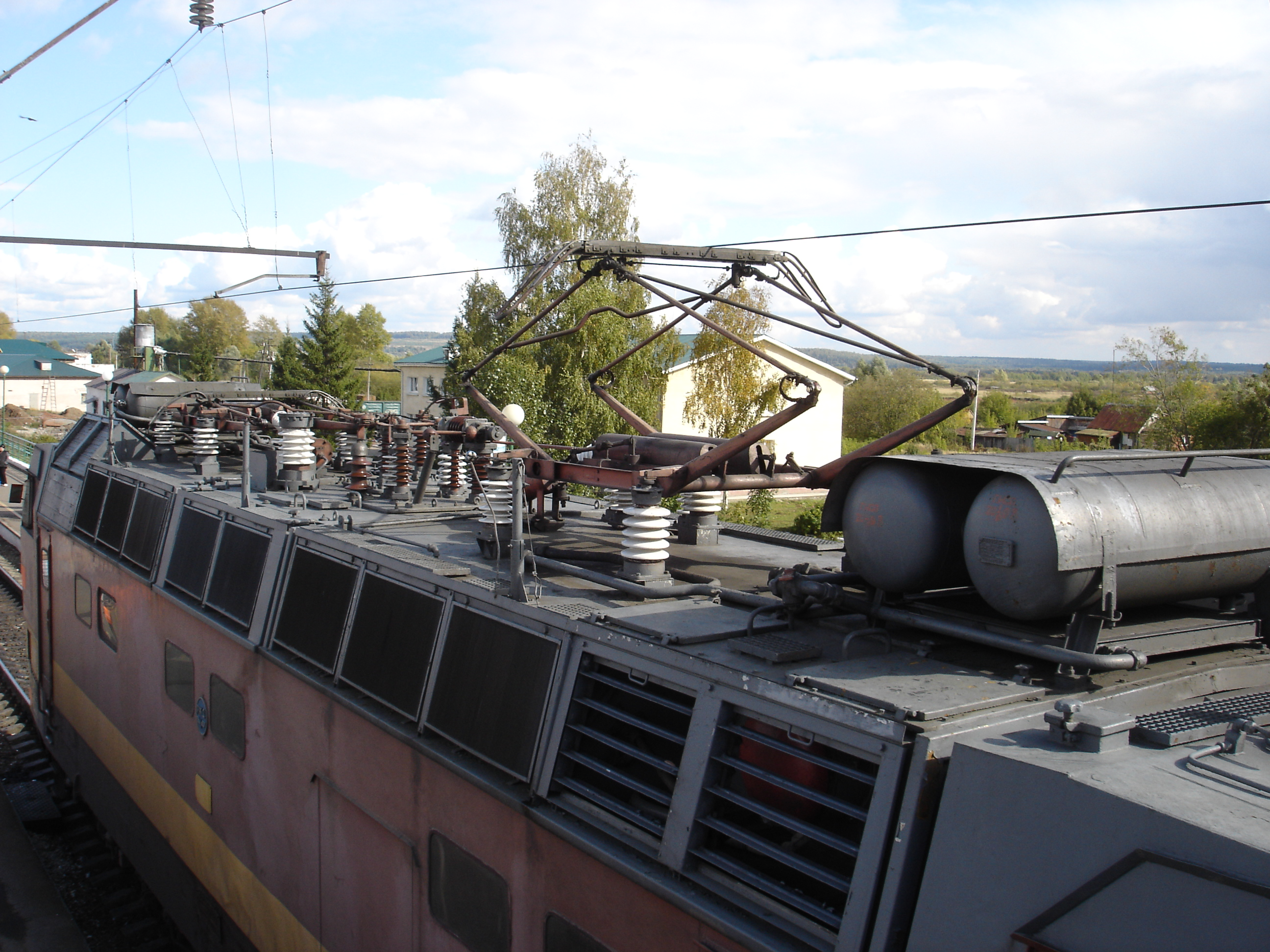
Blick auf die Dachpartie der ЧС4.284